# Sergio Metini
Sergio Fabián Metini (Tigre, Buenos Aires, 2 de septiembre de 1971) es un exfutbolista argentino que se desempeñaba como puntero derecho. Se destacó en Tigre, donde fue un emblema durante la década de 1990.

## Historia
Sus inicios fueron en Tigre, donde a base de sacrificio se convirtió en uno de los jugadores más queridos por la gente. Hizo su debut el 22 de febrero de 1989, en un encuentro ante Quilmes. Habilidoso y veloz, el Bocha supo destacarse como wing derecho.
Disputó 51 partidos hasta 1992, año en el que emigró a México para jugar en Santos Laguna, donde aún es recordado por los aficionados Laguneros por su capacidad de anotar goles, sus movimientos con la pelota, sumado a la lucha que tenía siempre con los rivales en busca de conseguir permanecer con el balón en sus pies para poder generar el máximo peligro.
En el club de Victoria disputó un total de 151 partidos, anotando 24 goles y siendo partícipe y protagonista de dos ascensos del Matador a la B Nacional: 1995 y 1998.

## Trayectoria
| Club          | País      | Período   |
| ------------- | --------- | --------- |
| Tigre         | Argentina | 1989-1992 |
| Santos Laguna | México    | 1992-1993 |
| Tigre         | Argentina | 1994-1999 |

## Palmarés

### Campeonatos nacionales
| Torneo                | Club  | País      | Año  |
| --------------------- | ----- | --------- | ---- |
| Ascenso al Nacional B | Tigre | Argentina | 1995 |
| Ascenso al Nacional B | Tigre | Argentina | 1998 |